# Railleu
Railleu település Franciaországban, Pyrénées-Orientales megyében. Lakosainak száma 23 fő (2022. január 1.). Railleu Sansa, Ayguatébia-Talau, Caudiès-de-Conflent és Matemale községekkel határos.

## Népesség
A település népességének változása:
| Lakosok száma | 26   | 29   | 31   | 32   | 29   | 26   | 23   | 23   | 23   |
|               | 2013 | 2015 | 2016 | 2017 | 2018 | 2019 | 2020 | 2021 | 2022 |